# Iowa Gambling Task

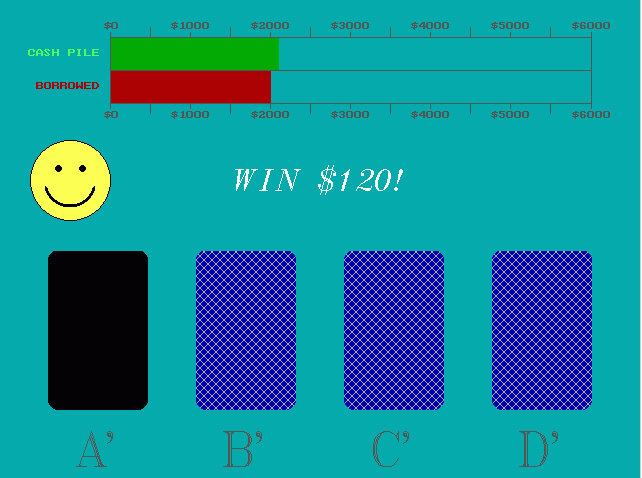
Visualisierung des „Iowa Gambling Task“-Spielkonzeptes

Die Iowa Gambling Task (IGT, selten auch „Bechara’s Gambling Task“; englisch: Iowa-Glücksspiel-Aufgabe, benannt nach dem Forschungsstandort der Entwickler, der University of Iowa) ist ein experimentelles Paradigma um realistische Entscheidungssituationen bezüglich hoher Unsicherheit auf positive und negative Ergebnisse abzubilden. Kurzfristig können große Erfolge bei langfristigem Nachteil, gegenüber kurzfristig mittelmäßigen Erfolgen bei langfristigem Gewinn erworben werden – sofern der Proband ein System ableiten kann, bzw. sofern die Entscheidung durch somatische Marker beeinflusst wird. Die IGT wurde von Antoine Bechara, António & Hanna Damásio und Steven Anderson konzipiert und wurde seitdem weitreichend zitiert.

## Versuchsaufbau
Versuchspersonen (VP) können in mehreren Runden eine Spielkarte von einem der vier Kartenstapel nehmen, wobei jedem Stapel eine bestimmte Gewinnhöhe zugeordnet ist und dem Probanden ein Startkapital von 2000 US-Dollar ($) Spielgeld zugeteilt wird. Bei einer Karte der beiden linken Stapel („A“ & „B“) erhält der Teilnehmer 100 $, bei einer Karte der rechten beiden Stapel („C“ & „D“) 50 $. Nach einigen Runden erhält die VP eine Strafzahlung in unbekannter Höhe, wobei auch die Anzahl der Runden der VP unbekannt ist. Die Strafe der Stapel A & B ist deutlich höher, als die der Stapel C & D. Nach zehn Runden ergibt sich für die VP bei Karten ausschließlich der Stapel A & B ein Verlust (Netto 250 $ Verlust bei vorherigen zehnmal 100 Dollar Gewinn) – bei zehn Runden mit Karten der Stapel C & D ergibt sich ein Gewinn (Netto 250 $ Gewinn bei zehnmal 50 $ minus hier lediglich 250 Dollar Strafe). Ziel ist der Erwerb von möglichst viel Spielgeld.

## Vorhersage & Ergebnisse
Die IGT soll Entscheidungsfindung im Alltag simulieren und prüfen, ob die Hypothese der somatischen Marker gültig ist. Entsprechend sollten Versuchspersonen mit Läsion im ventromedialen präfrontalen Cortex (vmPFC) schlechter abschneiden, als ihre Kontrollgruppe.
Bereits in der ersten Studie mit IGT, 1994, stellte sich heraus: Patienten mit geschädigtem ventromedialen präfrontalen Kortex (vmPFC) waren nicht in der Lage zu lernen, dass es langfristig vorteilhafte gegenüber nachteilhaften Kartenstapel gab – auch wenn die Reaktionen (gemessen wurde die Veränderung des Hautwiderstandes) der VPs mit Schaden im VMPFC die gleichen Reaktionen auf Gewinn und Verlust zeigten, wie eine Kontrollgruppe; allerdings zu unterschiedlichen Zeitpunkten.
Während die Kontrollgruppe das Ergebnis antizipiert und der Hautwiderstand bereits vor einer Entscheidung für einen Kartenstapel eine Veränderung aufwies, stellte sich diese Abweichung bei Probanden mit Schaden im vmPFC erst nach dieser ein.
Bechara et al. betrachteten den veränderten Hautwiderstand nun als „somatischen Marker“, dieser war – dem Experiment folgend – maßgeblich für die Orientierung der Versuchspersonen hin zum langfristig vorteilhaften Kartenstapel.